# 훗토촌 (아이치현)
훗토촌(布土村)은 아이치현 지타군에 설치되었던 촌이다. 현재의 미하마정에 해당한다.